# Кандагарское ханство
Кандагарское ханство — феодальное государство, существовавшее в территории Афганистана в XVIII—XIX веках. После ослабления Персии и распада Дурранийской империи афганцы сумели создать ряд независимых княжеств — Кандагарское и Гератское. Кандагарское княжество находилось под властью пуштунской династии Баракзай.

## История
После смерти в 1793 году Тимур-шаха, правителя Дурранийской империи, на престол взошёл его сын, Заман-хан. Однако его братья, в том числе правитель Герата Махмуд-шах, не признали его первенство. Махмуд-шах объявил о независимости Гератского ханства и выступил против Заман-хана. С 1801 по 1804 годы Махмуд-шах владел Кабулом, затем был свергнут и заточён в тюрьму, но совершил побег и вновь в 1809 году захватил шахский трон. В этом ему помог член влиятельного клана Баракзай, Фатх-хан. Однако в 1818 году Махмуд-шах приказал убить Фатх-хана, в результате чего началась междоусобица, братья Фатх-хана захватили себе по городу: Дост-Мухаммад-хан — Кабул, Пурдиль-хан — Кандагар, а Мухаммад Азим-хан — Пешавар. Гератское ханство осталось последней вотчиной Махмуд-шаха и всей династии Дуррани. Окончательно победить дурранийскую династию барказаям удалось в 1823 году, свергнув Аюб-шаха Дуррани.
Стремление Дост-Мухаммад-хана к главенству не устраивало его братьев, и они подписали соглашение, признав главным Шердиль-хана. Однако, влияние Дост-Махмуда расло и после смерти Шердиля он стал эмиром. В 1834 году Пешавар захватили сикхи под руководством Ранджита Сингха. Это послужило поводом для сближения Дост-Мухаммада с Российской империей. Царский МИД посылает И. В. Виткевича в Афганистан, с целью помирить Дост-Мухаммада и правителя Кандагара Кохандиль-хана. По дороге в Кабул Виткевич посещает Кандагар, где участвует в переговорах иранцев с Кохандиль-ханом о союзе против правителя Герата. В октябре 1837 г. баракзиды осаждают город Герат. Однако в угоду большой политике Россия идет на сближение с Англией и в 1838 году отзывает своих представителей из Афганистана. 25 апреля 1839 года в Кандагар вступают англичане.

## Правители
Столица — Кандагар (1818—1855). Не путать со столицей Гильзейского княжества Старый Кандагар.
- Шердиль-хан, сын Паинда-хана (1818—1832).
- Пурдиль-хан, брат Шердиль-хана (сопр. 1818—1829).
- Кохендиль-хан, брат Шердиль-хана (сопр. с 1818, 1832—1839, 1842—1855).
- 1839—1842 — английская оккупация.
- 1855 — присоединено к Афганистану[2].

Согласно традиции, приписываемой Шер Али-хану Кандагарскому (двоюродному брату Шер Али-хана Кабульского), Кандагарским ханством правили одновременно пятеро единоутробных сыновей Паинда-хана: Кохендиль-хан, Шердиль-хан, Рахмдиль-хан, Пурдиль-хан и Мехрдиль-хан. Сам Шир-Али называет себя сыном Мехрдиля, а Дост-Мухаммада — своим дядей.